# Mesophilie
Mesophilie (von altgriechisch μέσος mésos „mittlerer“ sowie φίλος phílos „liebend“) ist die Eigenschaft von Lebewesen, mittlere, nicht extreme Umweltbedingungen zu bevorzugen, insbesondere bei Temperatur und Feuchtigkeit. Lebewesen mit dieser Eigenschaft bezeichnet man als mesophil. Im Gegensatz dazu ist Extremophilie das Bevorzugen extremer Umweltbedingungen. In der Mikrobiologie bezieht sich mesophil fast ausschließlich auf die Temperatur, obwohl diese Einschränkung im Wort nicht ausgedrückt wird.

## Mittlere Temperatur
Lebewesen, die am besten bei Temperaturen zwischen etwa 20 und 45 °C gedeihen, bezeichnet man als mesophil. Die meisten Mikroorganismen gehören hierzu. Lebewesen, die höhere Temperaturen bevorzugen, bezeichnet man als thermophil, diejenigen, die niedrigere bevorzugen, als psychrophil.

## Mittlere Feuchtigkeit
Mesophil nennt man einerseits Lebewesen, die eine mittlere Feuchtigkeit lieben, und andererseits Biotoptypen, die eine solche aufweisen. Im Naturschutz kommt einer Reihe von Biotopen nach den FFH-Richtlinien besondere Bedeutung zu, wie beispielsweise mesophile Wiesenformen.